# Sittace
Sittace ou Sittakè (en grec : Σιττάκη; en akkadien : Sattagū) est une ancienne cité d'Assyrie, capitale de la Sittacène.
Elle était située à l'extrémité méridionale de l'Assyrie, sur la route entre Artemita et Suse. Diodore l'appelle Sitta (Σίττα).
Selon certains, l'origine de cette cité peut être recherché dans les tablettes babyloniennes qui font référence à « URU.Sattagû », qui pourrait signifier « cité des Sattagydiens », ce qui signifierait que la cité aurait été fondée par des colons venus de Sattagydie, une satrapie de l'empire achéménide que l'on situe entre l'Iran et le Pakistan actuels.